# Стенка, Данута
Дану́та Стенка (пол. Danuta Stenka) — польская актриса кино, театра, радио и телевидения.

## Биография
Родилась 10 октября 1961  года в д. Сераковице (Поморское воеводство Польши). Актёрское образование получила в актёрской студии Гданьске, которую окончила в 1984 году. Дебютировала в театре в 1982 году. Актриса театров в Щецине, Познани и Варшаве. Выступает в спектаклях польского «театра телевидения» с 1988 года, также в радиопередачах «театра Польского радио». 

## Избранная фильмография
- 1988 — Crimen / Crimen (телесериал) — Зоха, сестра Росинских
- 1995 — Кроткая / Łagodna — жена
- 1998 — Экстрадиция 3 / Ekstradycja 3
- 2001 — Камо грядеши / Quo vadis
- 2002 — Шопен. Желание любви / Chopin. Pragnienie miłości — Жорж Санд
- 2004 — Никогда в жизни! / Nigdy w życiu!
- 2007 — Тайна секретного шифра / Tajemnica twierdzy szyfrów — Иоанна Руст
- 2007 — Катынь / Katyń
- 2008 — Дамочки / Lejdis
- 2009 — Идеальный парень для моей девушки / Idealny facet dla mojej dziewczyny — Тереза Водзень / Мария
- 2010 — Торт / Ciacho
- 2014 — Камни на шанец / Kamienie na szaniec — мать «Рыжего» Здзислава Бытнарова

## Признание
- 1988, 1989, 1990 — Награда за роль — Опольские театральное сопоставления.
- 1989, 1990 — Награда за роль — Калишские театральные встречи.
- 2003 — Награда «Wielki Splendor» — приз «театра Польского радио» лучшему актёру радиопостановок.
- 2003 — Польская кинематографическая премия за лучшую женскую роль.
- 2003 — Приз за лучшую главную женскую роль — «Стожары», МКФ в Киеве.
- 2003 — Приз за лучшую главную женскую роль — «Листопад», МКФ в Минске.
- 2011 — Серебряная медаль «За заслуги в культуре Gloria Artis».
- 2015 — Кавалер ордена Возрождения Польши[1].